# Cathédrale Notre-Dame-du-Mont-Carmel de Chalan Kanoa
Cette  cathédrale n’est pas la seule cathédrale Notre-Dame-du-Mont-Carmel.
La cathédrale Notre-Dame-du-Mont-Carmel (en anglais : Our Lady of Mount Carmel Cathedral) est la cathédrale du diocèse de Chalan Kanoa, située à Chalan Kanoa sur l’île de Saipan, Commonwealth des îles Mariannes du Nord (État associé aux États-Unis).
Elle a été érigée en cathédrale en 1984 par le pape Jean-Paul II.